# Tony Gonsolin
Anthony D. Gonsolin, detto Tony (Vacaville, 14 maggio 1994), è un giocatore di baseball statunitense che gioca nel ruolo di lanciatore per i Los Angeles Dodgers della Major League Baseball (MLB).

## Carriera

### Inizi e Minor League (MiLB)
Non selezionato al draft MLB del 2012, ha giocato a livello collegiale per il St. Mary's College of California. Quattro anni più tardi è stato scelto dai Los Angeles Dodgers al nono giro del draft 2016.
Ha così iniziato a percorrere la trafila delle squadre minors legate alla franchigia californiana, venendo assegnato rispettivamente a Ogden Raptors (2016, livello Rookie), Great Lakes Loons (2016 e 2017, classe A), Rancho Cucamonga Quakes (2017 e 2018, classe A+), Tulsa Drillers (2018, Doppia-A) e Oklahoma City Dodgers (2019, Tripla-A).

### Major League (MLB)
Il 26 giugno 2019, Gonsolin è stato chiamato per la prima volta dai Los Angeles Dodgers, che lo hanno schierato come lanciatore partente nella sfida di quel giorno persa contro gli Arizona Diamondbacks. La sua annata si è conclusa con 11 partite giocate (di cui 6 da partente), un record di 4 vinte e 2 perse e una media PGL pari a 2,93. In postseason, il cammino dei Dodgers si è interrotto alle National League Division Series contro i Washington Nationals.
In una stagione, quella 2020, accorciata a causa della pandemia di COVID-19, Gonsolin è stato utilizzato in 9 partite (di cui 8 da partente), con un bilancio in regular season di 2-2 e una media PGL di 2,31. La squadra losangelina ha poi raggiunto le World Series, nelle quali Gonsolin ha iniziato da partente sia in gara 2 (1 1⁄3 inning, lanciatore sconfitto) che nella gara 6 che ha attribuito il titolo ai Dodgers (1 2⁄3 inning per lui).
Nell'arco della MLB 2021 ha avuto alcuni problemi alla spalla che lo hanno costretto ad un paio di mesi di assenza tra aprile e giugno e ad un'altra sosta tra la fine di luglio e l'inizio di settembre. Durante la regular season ha raccolto 13 presenze da partente e 2 da rilievo, con un record di 4 vittorie e 1 sconfitta e una media PGL di 3,23. La squadra è poi uscita alle National League Championship Series contro gli Atlanta Braves.
Dopo aver iniziato l'annata 2022 con 11 vittorie, 0 sconfitte e una media PGL di 2,02, Gonsolin è stato chiamato per la prima volta a partecipare all'All-Star Game.